# Güines

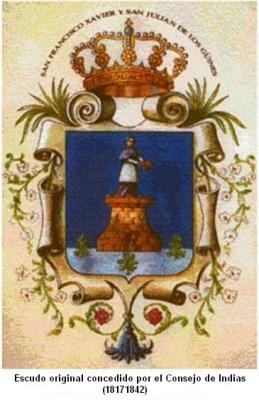
Prasente de Indias ao Güines...

Güines é um município de Cuba pertencente à província de Mayabeque.